# Мендыбаев, Марат Самиевич
Марат Самиевич Мендыбаев (24 сентября 1936, Караганда, Казахская АССР, РСФСР, СССР — апрель 2009) — советский казахский хозяйственный, государственный и партийный деятель.

## Биография
Родился 24 сентября 1936 в Караганде, казах. Член КПСС с 1958. В 1955 году окончил Карагандинский горный техникум Казахской ССР.
В 1955—1956 годах работал электрослесарем, электромонтером на шахте Кировского угольного треста Казахской ССР.
В 1956—1969 годах — начальник цеха, главный энергетик обогатительной фабрики шахты No 38, заместитель главного инженера, главный инженер обогатительной фабрики треста «Карагандуглебогание» Казахской ССР.
Член КПСС с 1958 года.
В 1963 году окончил Карагандинский политехнический институт, горный инженер-электромеханик.
В 1969—1970 годах — директор Сабурханской центральной обогатительной фабрики Карагандавильского металлургического комбината Казахской ССР.
В 1970—1976 годах — 2-й секретарь, 1-й секретарь Саранского горкома компартии Казахстана Карагандинской области.
В 1975 году окончил заочную Высшую партийную школу при ЦК КПСС.
В 1976—1979 годах — заведующий промышленно-транспортным отделом Карагандинского обкома Компартии Казахстана, заведующий отделом угольной промышленности Карагандинского обкома Компартии Казахстана.
В 1979—1980 годах — 2-й секретарь Карагандинского горкома Компартии Казахстана.
В 1980—1982 годах — заместитель заведующего отделом тяжёлой промышленности ЦК Компартии Казахстана.
В 1982—1985 годах — секретарь Кустанайского обкома Компартии Казахстана.
С января по сентябрь 1985 года — председатель исполкома Кустанайского областного Совета народных депутатов.
С сентября 1985 года по ноябрь 1988 года — 1-й секретарь Алма-Атинского обкома Компартии Казахстана.
1 ноября 1988 — 12 сентября 1989 года — 2-й секретарь ЦК Компартии Казахстана — председатель комиссии ЦК Компартии Казахстана по организационной, партийной и кадровой работе. Избирался депутатом Верховного Совета Казахской ССР XI созыва, народным депутатом СССР.
С августа 1989 года по апрель 1990 года — заместитель Председателя Совета Министров Казахской ССР.
В 1990 году — заведующий сектором угольной промышленности и энергетики аппарата Совета Министров Казахской ССР.
В 1991—1993 годах — главный специалист корпорации «Казахстануголь». С 1993 по 1994 год — советник президента, вице-президент холдинговой компании «Collar State».
В 1994—1997 годах — начальник управления кадров министерства энергетики Республики Казахстан.
На пенсии с декабря 1997 года.
Умер в апреле 2009 года.

## Семья
Жена — Гордиенко Галина Семеновна. Дочери — Лариса и Инна.

## Награды
- орден Октябрьской Революции
- орден Трудового Красного Знамени
- орден «Знак Почёта»